# La Catin
Série
La Catin 2 : La Châtelaine
(2012)
Pour plus de détails, voir Fiche technique et Distribution.
La Catin (Die Wanderhure) est un téléfilm dramatique germano-austro-hongrois réalisé par Hansjörg Thurn sur le scénario de Gabriele Kister d'après le roman éponyme d'Iny Lorentz, mettant en scène Alexandra Neldel dans le rôle de Marie Schärer et Bert Tischendorf en Michel Adler. Produit par TV-60 Filmproduktion, sa première diffusion est le 5 octobre 2010 sur la chaîne Sat.1.
En France, il a été diffusé le 26 mai 2011 sur M6 et a été rediffusé le 14 octobre 2013 sur cette même chaîne.

## Synopsis
Constance, 1414. Rien ne prépare Marie au cataclysme qui va s'abattre sur son existence. Sa beauté, sa chasteté et sa dot la promettent au meilleur des partis. Amoureuse de Michel, son ami d'enfance, elle souhaite s'établir à Cologne afin de vivre sa vie de manière indépendante. Mais son père, un riche marchand, en a décidé autrement. Selon sa volonté, elle épousera maître Ruppertus Splendidus, jeune et brillant avocat, fils illégitime d'un noble local. Cette union lui permettra ainsi de devenir une aristocrate et d'avoir accès à la cour. Mais lorsque Marie est calomniée, jetée en prison puis violée, le conte de fées tourne soudain au cauchemar. Jugée puis bannie, meurtrie dans sa chair, abandonnée et sur le point de se suicider, elle est finalement recueillie, sans autres moyens de survie, par un groupe de prostituées itinérantes ...

## Fiche technique
- Titre original : Die Wanderhure
- Titre international : The Whore
- Titre français : La Catin
- Réalisation : Hansjörg Thurn
- Scénario : Gabriele Kister
- Décors : Nikolaï Ritter
- Costumes : Monika Buttinger
- Photographie : Gerhard Schirlo
- Montage : Andréas Radtke
- Musique : Stephan Massimo
- Production : Andreas Bareiß, Sven Burgemeister et Gloria Burkert
  - Coproduction : Bernhard Natschläger et Patrick Noel Simon, Josef Aichholzer, Stefan Gärtner et László Kántor
- Sociétés de production : TV-60 Filmproduktion
- Sociétés des coproductions : Österreichischer Rundfunk (ORF), Josef Aichholzer Filmproduktion, Új Budapest Filmstudió et SevenOne International
- Pays d'origine :  Allemagne,  Autriche,  Hongrie
- Langue originale : allemand
- Genre  : Drame
- Durée : 155 minutes
- Dates de première diffusion :
  - Allemagne : 5 octobre 2010
  - France : 26 mai 2011
- Public : Déconseillé aux moins de 12 ans

## Distribution
- Alexandra Neldel (V. F. : Adeline Moreau) : Marie Schärer
- Bert Tischendorf (V. F. : Damien Ferrette) : Michel Adler
- Julian Weigend (V. F. : Cédric Dumond) : Ruppertus von Keilburg
- Michael Brandner : Graf von Keilburg
- Thure Riefenstein (V. F. : Damien Boisseau) : Ditmar von Arnstein
- Elena Uhlig (V. F. : Laurence Bréheret) : Mechthild von Arnstein
- Alexander Beyer (V. F. : Didier Cherbuy) : Jodokus von Arnstein
- Nadja Becker (V. F. : Natacha Muller) : Hiltrud
- Götz Otto (V. F. : David Kruger) : Sigismond de Luxembourg
- Thomas Morris (V. F. : Fabien Jacquelin) : le comte Ludwig III
- Klaus Ofczarek : Richter Honorius von Rottlingen
- Lili Gesler (V. F. : Caroline Pascal) : Madeleine

Source et légende : Version française (V. F.) sur RS Doublage

## Récompenses
Il a reçu un Prix Diva (de), comme plus grand succès parmi les téléfilms allemands en 2010.

## Production

### Développement
En avril 2009, la chaîne de télévision Sat.1 a acheté les droits d'adaptation d'un best-seller Die Wanderhure (La Catin, en France) d’Iny Lorentz, paru en 2004, dont c'est le premier volume de la série Die Wanderhuren. La production du téléfilm a collaboré avec le studio hongrois Új Budapest Filmstudió.

### Tournage
Le tournage s'est déroulé aux châteaux Schloss Tratzberg dans le Tyrol et Burg Rappottenstein dans le Waldviertel en Autriche ainsi qu'une partie à Budapest en Hongrie.

### Diffusions
Ce téléfilm a connu un énorme succès. Lors de la diffusion sur la chaîne allemande Sat.1, le 5 octobre 2010, La Catin a été regardé par 9,75 millions de téléspectateurs.
Suites : La Catin 2 : La Châtelaine (Die Rache der Wanderhure) et Le Testament de la catin (Das Vermächtnis der Wanderhure), diffusées en 2012.